# Fedtsyre
Fedtsyrer er organiske syrer der består af lange, uforgrenede kæder af kulstofatomer med en carboxylsyregruppe (-COOH) i den ene ende. Fedtsyrer opbygger triglycerider med den generelle struktur glycerol med tre fedtsyrer i esterbinding, hvor fedtsyrerne kan være identiske, men oftest er forskellige, og de findes i alle levende væsner i cellemembraner, intracellulære membraner og liposomer (adiposomes eller eng. lipid droplet).

## Navngivning
Fedtsyrene navngives jf. IUPAC regler for navngivning af kemiske forbindelser dvs. ud fra den vigtigste funktionelle gruppe, der i dette tilfælde er syregruppen. Der findes også en anden (komprimeret) navngivning, der ofte anvendes ved analyse af fedtsyrer, der er baseret på placeringen af den første dobbeltbinding, optalt fra den modsatte ende af syregruppen og antallet af dobbeltbindinger angives også. Eksempelvis kan Linolsyre, en fedtsyre med 18 kulstofatomer og 2 dobbeltbindinger navngives som C18:2ω6, der angiver at dette er en omega 6 fedtsyre. Fordelen ved denne navngivning af bl.a. at omega 3 og 6 fedtsyrer umiddelbart kan identificeres ud fra navnet.

## Mættede og umættede fedtsyrer
- Naturligt forekommende fedtsyrer har som regel en kæde af et lige antal carbon-atomer (C), 4-28.
- Kortkædede fedtsyrer (SCFA) er fedtsyrer med alifatiske haler af mindre end 6 carbon-atomer.
- Mellem-kædede fedtsyrer (MCFA) er fedtsyrer med alifatiske haler af 6-12 carbon-atomer, som kan danne mellemkædede triglycerider (8 til 12 carbon-atomer).
- Langkædede fedtsyrer (LCFA) er fedtsyrer med alifatiske haler med 13 til 21 carbon-atomer.
- Meget langkædede fedtsyrer (VLCFA) er fedtsyrer med alifatiske haler længere end 22 carbon-atomer

Fedtsyrer kan inddeles i mættede og umættede fedtsyrer. I mættede fedtsyrer indeholder kulstofkæden udelukkende enkeltbindinger, dvs. at den ikke kan undergå en additionsreaktion. I umættede fedtsyrer indeholder kulstofkæden en eller flere dobbeltbindinger, dvs. at denne kan undergå en additionsreaktion og således "mættes". Umættede fedtsyrer kan endvidere inddeles i monoumættede (eller enkeltumættede) og polyumættede (eller flerumættede) fedtsyrer efter om de indeholder en eller flere dobbeltbindinger.
Fedtsyrer med dobbeltbindinger har cis-trans-isomeri. Naturligt forekommende monoumættede og polyumættede fedtsyrer har cis-dobbeltbindinger. Når umættede fedtsyrer hydrogeneres, som det f.eks. sker ved fremstillingen af margarine fra planteolier, dannes der transfedtsyrer som et biprodukt. Disse menes at have ugunstig virkning på helbredet, f.eks. kan de medvirke til at øge kolesterolkoncentrationen i blodet, hvilket kan føre til udvikling af hjerte-kar-sygdomme. Der findes enzymer der kan omdanne en cisforbindelse til den tilsvarende transforbindelse. Disse enzymer kaldes cis-trans-isomeraser.
Fedtstoffer, der er opbygget af mættede fedtsyrer, er faste ved stuetemperatur. Derimod er de umættede fedtsyrer flydende. Uhensigtmæssig indtagelse af fedtstoffer baseret på mættede fedtsyrer, kan være medvirkende til åreforkalkning.

## Essentielle fedtsyrer
Essentielle fedtsyrer er fedtsyrer, som mennesker og andre dyr skal indtage for at få et godt helbred, fordi kroppen kræver dem, men ikke kan få dem fra andre fødevarekomponenter. Udtrykket refererer til fedtsyrer der er nødvendige for biologiske processer, og ikke dem, der kun fungerer som brændstof.
Der er kun to essentielle fedtsyrer:
- alfa-linolensyre (C18H30O2), en omega-3 fedtsyre.
- linolsyre (C18H32O2), en omega-6 fedtsyre.

De blev oprindeligt udpeget som vitamin F, da de blev opdaget som vigtige næringsstoffer i 1923. I 1930 viste arbejde af Burr, Burr og Miller på rotter, at de er bedre klassificeret med fedtstoffer end med vitaminer.

## Fremstilling
Fedtsyrer kan fremstilles ud fra fedtstoffer ved en såkaldt forsæbning, dvs. kogning af fedtstof med stærk base (typisk kaliumhydroxid eller natriumhydroxid). Betegnelsen forsæbning kommer af, at fedtsyrer eller saltene af disse ofte er udmærkede sæber, der stadig bruges i stor udstrækning, f.eks. i form af sæbespåner. Fedtsyrer er nok den ældste kendte form for sæbe, men i dag har man udviklet mange andre stoffer der også har gode vaskeegenskaber.

## Eksempler på mættede fedtsyrer
- Butansyre C4:0 (Smørsyre. Sure tæers lugt kommer primært fra butansyre)
- Hexansyre C6:0
- Octansyre C8:0
- Dekansyre C10:0
- Laurinsyre C12:0
- Myristinsyre C14:0
- Palmitinsyre C16:0
- Stearinsyre C18:0
- Arachinsyre C20:0

## Eksempler på umættede fedtsyrer
- Palmitoleinsyre C16:1
- Oliesyre C18:1
- Linolsyre C18:2
- Linolensyre C18:3
- Arakidonsyre C20:4